# 569
Раннє Середньовіччя. Триває чума Юстиніана. У Східній Римській імперії продовжується правління Юстина II. Візантійська імперія контролює значну частину володінь колишньої Римської імперії. Лангобарди частково окупували Італію і утворили в ній Лангобардське королівство. Франкське королівство розділене між синами Хлотара I. Іберію займає Вестготське королівство. В Англії розпочався період гептархії.
У Китаї період Північних та Південних династій. На півдні править династія Чень, на півночі — Північна Чжоу та Північна Ці. Індія роздроблена. В Японії триває період Ямато. У Персії править династія Сассанідів. Степову зону Азії та Східної Європи контролює Тюркський каганат.
На території лісостепової України в VI столітті виділяють пеньківську й празьку археологічні культури. VI століття стало початком швидкого розселення слов'ян. У Північному Причорномор'ї співіснують різні кочові племена, зокрема гуни, сармати, булгари, алани, авари.

## Події
- Лангобарди захопили Мілан та інші міста в долині По, взяли в облогу Павію.
- Племінник Албойна Гізульф I став першим герцогом фріульським.
- Візантійський імператор Юстин II та його дружина Софія послали частину Животворного Хреста франкській принцесі Радегунді.